# Agalinis digitalis
Agalinis digitalis là loài thực vật có hoa thuộc họ Cỏ chổi. Loài này được (Benth.) Barringer mô tả khoa học đầu tiên năm 1987.